# Miguel Ángel Fernández-Chico
Miguel Ángel Fernández-Chico Díaz (Madrid, 1952 - Madrid, 27 de enero de 2012) fue un policía español que ocupó el cargo de Director adjunto operativo, uno de los cargos más altos del Cuerpo Nacional de Policia, desde la creación del puesto hasta que una larga enfermedad le separó del puesto semanas antes de fallecer.

## Biografía
Miguel Ángel Fernández Chico nació en Madrid como hijo de un antiguo agente del Cuerpo de Policía Armada y de Tráfico (conocidos popularmente durante la dictadura franquista como «grises»).
En su juventud se afilió al Partido Comunista y atendió la Escuela de Policía Española de la que egresó en 1972 con el rango de inspector (escala ejecutiva). Fue destinado a la Policía científica, un departamento al que solían destinar los agentes poco adeptos al régimen dictatorial.
En 1991 fue promovido a comisario del nuevo Cuerpo Nacional de Policía y con la promoción fue destinado a Algeciras (Cádiz). Más tarde volvería a Madrid, primero al distrito de Moncloa-Aravaca y después al de Carabanchel. En 1994, la entonces viceministra de Interior, la socialista Margarita Robles le promovió a comisario general de Seguridad Ciudadana, ocupando por primera vez un cargo de la cúpula del CNP. En 1996, con el comienzo del primer gobierno de Aznar fue relevado del cargo.
En 2004, con la vuelta del PSOE al gobierno, fue nombrado «número 2» del CNP por el ministro del Interior José Antonio Alonso. En 2006, Alfredo Pérez Rubalcaba sustituye a Alonso como ministro del Interior del gobierno de Zapatero. El mismo año creo el cargo de Director adjunto operativo, para el que será propuesto y elegido Fernández-Chico.
En 2008 fue acusado de prevaricación por cinco sindicatos policiales tras el cese del inspector Alejandro Gil de Sola, jefe de la Sección Operativa de la Brigada Provincial de Extranjería y Documentación de Málaga, en uno de los episodios que enfrentó aquel año al Ministerio del Interior con toda la plantilla policial.
En enero de 2012 fue apartado de su cargo como director adjunto operativo aquejado de una enfermedad de la que falleció el 27 de enero de 2012 en una clínica de Madrid a los 59 años. El ministro del Interior, Pérez Rubalcaba le dedicó una columna en El País.